# Какерді
Озеро Какерді (також відоме, як озеро Какердая; ест. Kakerdi järv, англ. Lake Kakerdi) — дистрофічне озеро з бурою водою у волості Ярва повіту Ярвамаа в Естонії.

## Географія
Озеро розташоване у суббасейні Гарью, в центральній частині болота Какердая.
Довжина берегової лінії озера Какерді становить 1,211 кілометра, а площа водного дзеркала — 0,066 км² (6,6 га).

## Галерея

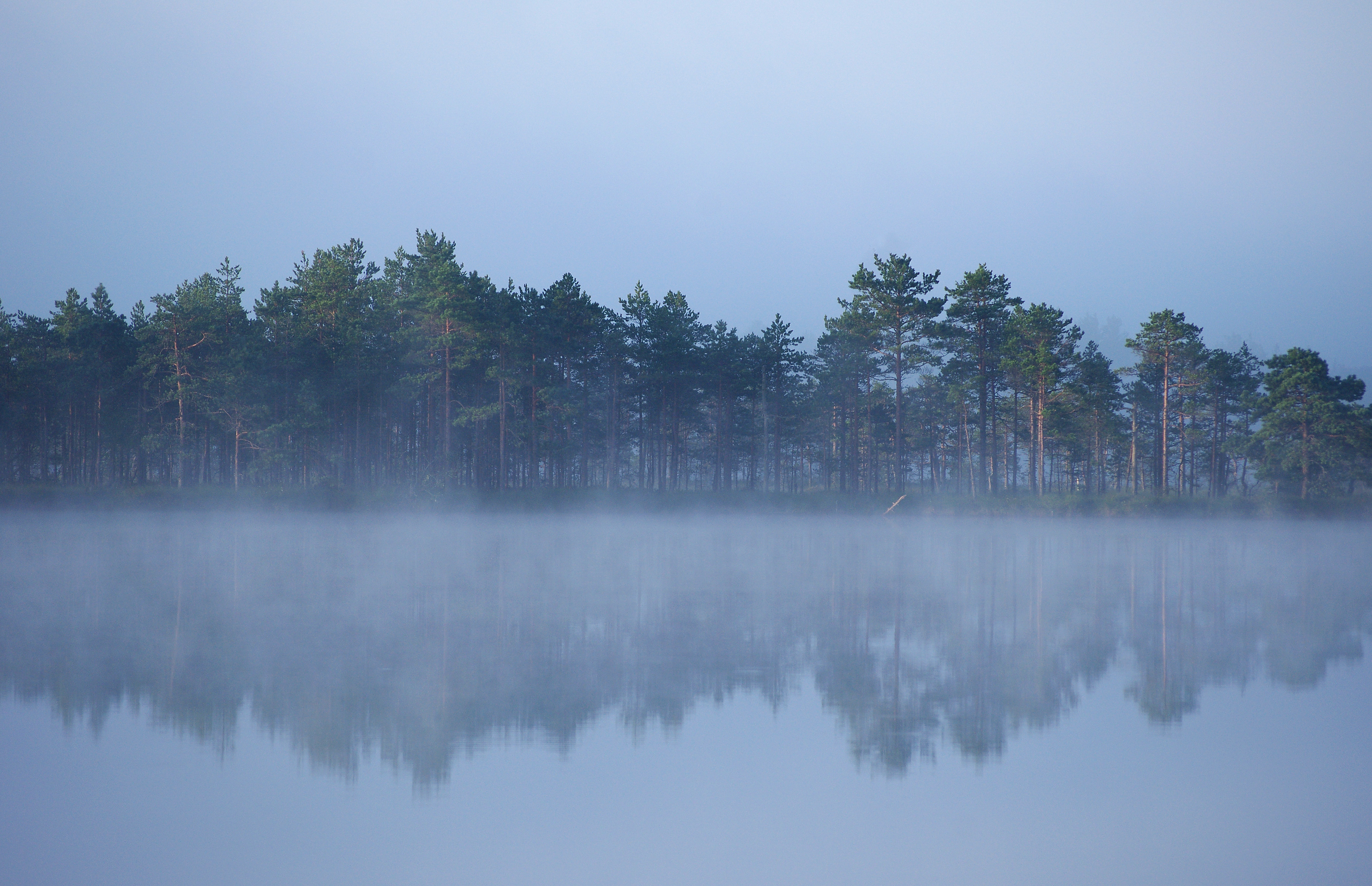
Ранішній туман
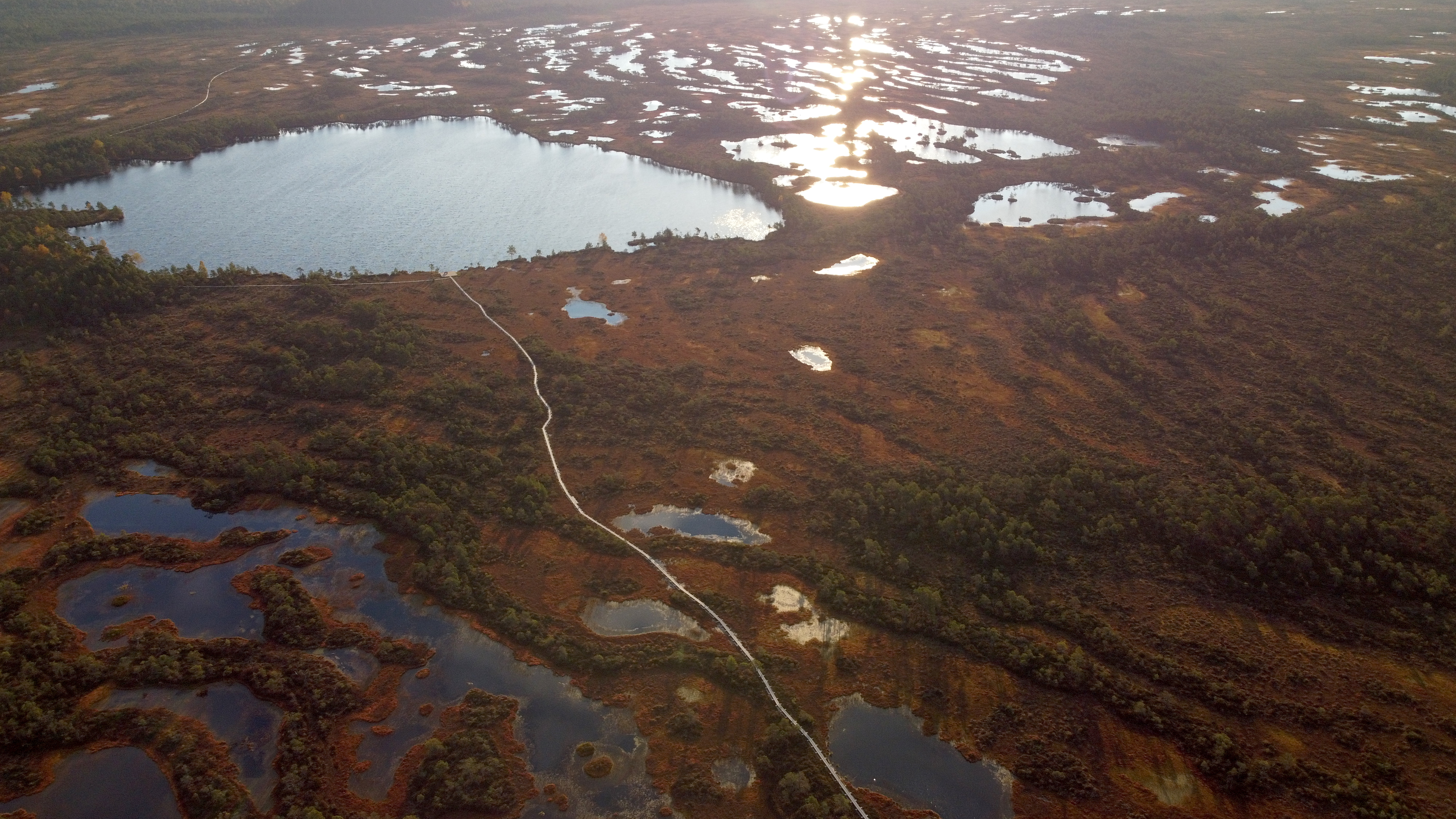
Озеро Какерді, до якого веде настил
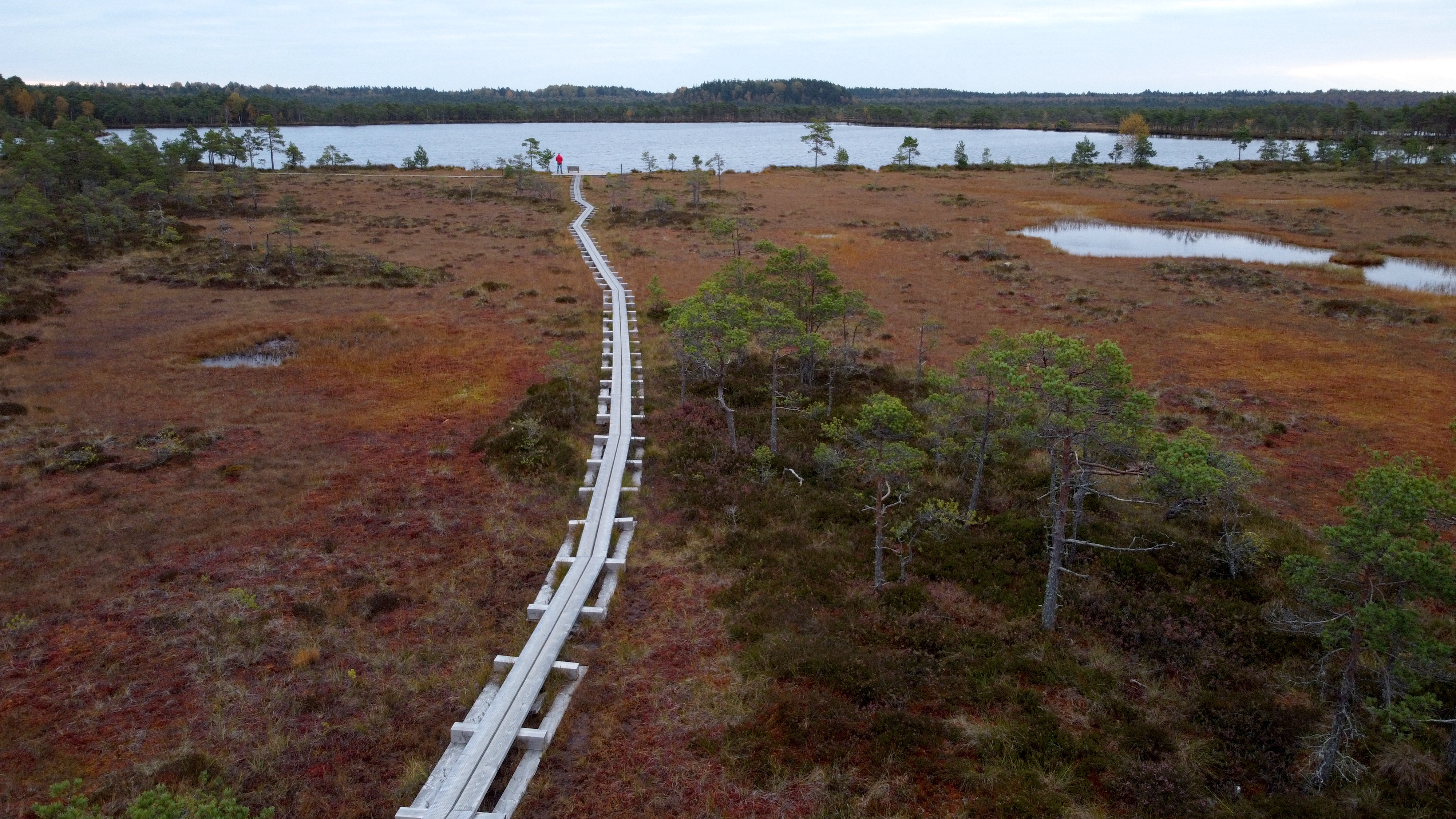
Дощатий настил до озера
- Відео з дрона озера Какерді та навколишнього болота Какердая